# Tlacateccatl

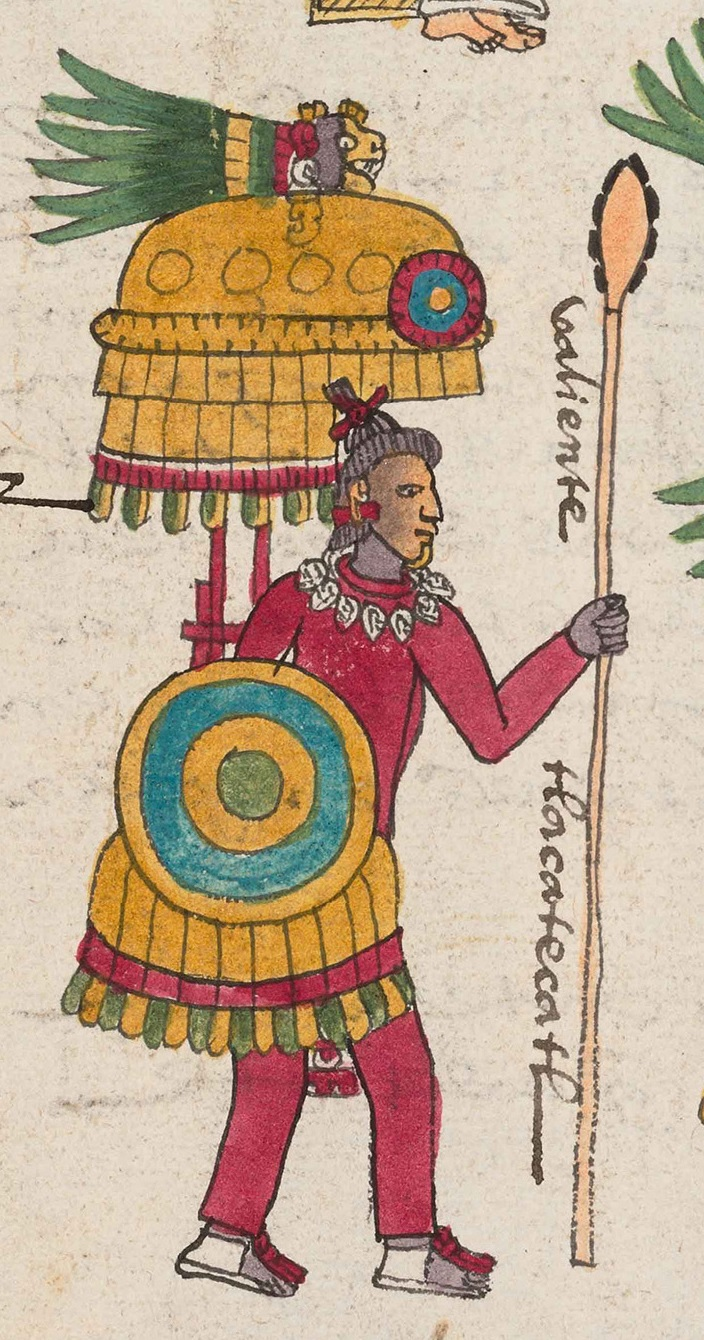
Un tlacateccatl como aparece en el Códice Mendoza (folio 67 recto). El lleva un escudo (chimalli) una lanza (tepoztopilli), usa un traje de guerra(Tlahuiztli), y una sombrilla exclusiva a su rango (pamitl) en su espalda.

En el ejército azteca, tlacateccatl (pronunciado [tɬa'katekkatɬ]) era un título más o menos equivalente al de general. El tlacateccatl estaba a cargo del tlacatecco, un cuartel militar en el centro de la capital azteca, Tenochtitlan. En tiempo de guerra era el segundo al mando del tlatoani ("rey") y el tlacochcalcatl ("alto general"). El tlacateccatl siempre fue un miembro del orden militar de los Cuachicqueh, "los guerreros esquilados".